# The Last Chance (film 1921)
The Last Chance è un film muto del 1921 diretto da Webster Cullison che, prodotto da William Nicholas Selig, aveva come interpreti Franklyn Farnum e Vester Pegg.

## Trama
Rance Sparr è stato cresciuto in modo rigido e duro da suo padre Black, un allevatore e gran bevitore: uno che ha dovuto combattere duramente per farsi largo nella vita e che ha voluto inculcare nel figlio i principi di un'educazione che possa fare del ragazzo un vero uomo. Ormai adulto, Rance cerca di trovare la donna per lui. Si convince di essere innamorato di Vivian, una ragazza ambiziosa che vuole sfuggire al rustico ambiente del ranch e che sogna le raffinatezze della città. Così, invece di accettare Rance, che le offrirebbe una vita modesta ma onorevole, la donna cede alle lusinghe di Braden, un suo altro ammiratore, che le prospetta con lui una vita di agi e di lusso. Disilluso e infelice per essere stato respinto, Rance comincia a bere. Lo salva dal baratro dell'alcolismo la conoscenza con Kate, una ragazza di città che viene rapita da una banda capitanata da tale Gregg. Salvata Kate, Rance torna con lei al ranch dove i due novelli sposi inizieranno insieme una vita laboriosa e felice. Vivian e Braden, al contrario, vivranno scontenti e infelici.

## Produzione
Il film fu prodotto dalla Canyon Pictures Corporation e dalla William N. Selig Productions.

## Distribuzione
Il copyright del film, richiesto dalla William N. Selig Productions, fu registrato il 30 marzo 1921 con il numero LU16339.
Distribuito dalla Aywon Film, uscì nelle sale statunitensi nell'aprile 1921.
Non si conoscono copie ancora esistenti della pellicola che viene considerata presumibilmente perduta.